# Landolphia heudelotii
Espèce
Landolphia heudelotii est une espèce de plantes à fleurs de la famille des Apocynacées.

## Taxinomie
L'espèce Landolphia heudelotii est décrite en 1844 par Alphonse Pyrame de Candolle.
Synonymes
Les noms suivants sont des synonymes de Landolphia heudelotii :
- Landolphia michelinii Benth.
- Landolphia tomentosa (Lepr. & Perrot ex Baucher) Dewèvre
- Vahea heudelotii (A. DC.) F. Muell.
- Vahea tomentosa Lepr. & Perrot ex Baucher